# Salhausenovský dům
Salhausenovský dům je bývalý panský dvůr Salhausenů v České Kamenici v okrese Děčín. Postaven byl pravděpodobně na konci první čtvrtiny šestnáctého století příslušníku rodu Salhausenů. Od roku 1966 je chráněn jako kulturní památka.

## Historie
O stavbě panského sídla se nedochovaly žádné písemné prameny,  postaven byl po roce 1516 a před rokem 1535. Roku 1522 si Hanuš a Bedřich ze Salhausenu rozdělili děčínské panství, a Česká Kamenice připadla Bedřichovi. Je tedy možné, že stavitelem byl on. Před rokem 1535 se majitelem panství stal Prokop z Vartenberka, který si nechal postavit českokamenický zámek. Jeho potomci panství roku 1614 prodali Kinským. Někdy předtím salhausenovský zámeček získalo město a zřídilo v něm špitál financovaný z nadace Hanuše ze Salhausenu, založené roku 1521. Do roku 1907 byla v domě nemocnice, po roce 1911 muzeum s archívem a od roku 1959 kanceláře. V domě je sídlo českokamenické městské policie, sboru dobrovolných hasičů a kontaktní pracoviště Úřadu práce (stav k roku 2023).

## Stavební podoba
Stavba nese znaky pozdně gotického a po úpravě z 18. století také barokního slohu. Dům má obdélný půdorys s věží, která předstupuje před průčelí v jihozápadním rohu. Hladké fasády jsou v nárožích zdobené armováním. Vstupní chodba dělí přízemí na dvě části se dvěma klenutými místnostmi na jedné a čtyřmi komorami na druhé straně. Některé místnosti v přízemí a prvním patře byly rozděleny mladšími přepážkami.